# Интрилигейтор, Майкл
Майкл Интрилигейтор (англ. Michael D. Intriligator; 5 февраля 1938, США — 23 июня 2014) — профессор экономики Калифорнийского университета. Старший научный сотрудник Института Милкена.

## Биография
Интрилигейтор получил степень магистра в Йельском университете, будучи удостоенным стипендии имени Вудро Вильсона. В 1963 году получил докторскую степень по экономике в Массачусетском технологическом институте. C 1963 года преподавал в Калифорнийском университете экономическую теорию, эконометрику, математическую экономику.
Автор более 200 журнальных статей и других публикаций в области экономической теории и математической экономики, эконометрики, экономики здравоохранения, экономических реформ в России и др. Среди его соавторов были Кеннет Эрроу, Дагоберт Брито и Цви Грилихес
Иностранный член РАН. В России Интрилигейтор известен публикациями с критикой проводимых экономических реформ. Интрилигейтор подчёркивал, что политика Гайдара стала гибельной для российской экономики.
Член совета директоров организации «Экономисты за мир и безопасность» («Economists for Peace and Security»). Научный сотрудник Института Милкена (экономический исследовательский центр в США).

## Книги
- Интрилигатор М. Математические методы оптимизации и экономическая теория. — М: Айрис-Пресс, 2002. — 553 с. — ISBN 5-8112-0042-0 (Mathematical Optimization and Economic Theory, 1971)

### Публикации
- Шокирующий провал «шоковой терапии»
- Российская экономика: все еще нуждается в структурных реформах
- Чему Россия могла бы научиться у Китая при переходе к рыночной экономике